# Jack Kolle
Jack Kolle (Soerabaja, 29 maart 1918 – Den Haag, 12 september 2001), ook bekend onder zijn spelersnaam Jack Samuels (naar de achternaam van zijn stiefvader), was een Nederlands-Indisch voetballer van de Soerabajaanse club Excelsior.
Kolle speelde op 5 juni 1938 voor het Nederlands-Indisch elftal op het wereldkampioenschap voetbal tegen Hongarije in het Franse Reims (uitslag 0-6).
Op 26 juni dat jaar speelde hij in Amsterdam een vriendschappelijke wedstrijd tegen het Nederlands voetbalelftal.